# Радиванівська сільська рада
Радива́нівська сільська́ ра́да — адміністративно-територіальна одиниця та орган місцевого самоврядування в Кам'янському районі Черкаської області. Адміністративний центр — село Радиванівка.

## Загальні відомості
- Населення ради: 716 осіб (станом на 2001 рік)

## Населені пункти
Сільській раді підпорядковані населені пункти:
- с. Радиванівка;
- с-ще Богданівське;
- с. Олянине.

## Склад ради
Рада складається з 12 депутатів та голови.
- Голова ради: Бащенко Марина Майданівна.

### Керівний склад попередніх скликань
| Прізвище, ім'я, по батькові | Основні відомості                                                         | Дата обрання | Дата звільнення |
| --------------------------- | ------------------------------------------------------------------------- | ------------ | --------------- |
| Кодола Іван Григорович      | Сільський голова, 1961 року народження, безпартійний                      | 26.03.2006   | 31.10.2010      |
| Кодола Іван Григорович      | Сільський голова, 1961 року народження, освіта вища, член Партії регіонів | 31.10.2010   | 18.03.2012      |
| Бащенко Марина Майданівна   | Сільський голова, 1966 року народження, освіта вища, позапартійна         | 18.03.2012   |                 |

Примітка: таблиця складена за даними сайту Верховної Ради України

### Депутати
За результатами місцевих виборів 2010 року депутатами ради стали:

#### За суб'єктами висування
| Суб'єкт висування           | Кількість обраних депутатів | %    |
| --------------------------- | --------------------------- | ---- |
| Самовисування               | 10                          | 83,3 |
| Комуністична партія України | 1                           | 8,3  |
| Партія регіонів             | 1                           | 8,3  |

#### За округами
| № округу                    | Прізвище, ім'я, по батькові   | Дата визнання обраним | Освіта             | Партійна приналежність            | Відомості про обраного депутата              |
| --------------------------- | ----------------------------- | --------------------- | ------------------ | --------------------------------- | -------------------------------------------- |
| Комуністична партія України |                               |                       |                    |                                   |                                              |
| 2                           | Кривенко Михайло Михайлович   | 05.11.2010            | вища               | член Комуністичної партії України | загальноосвітня школа, вчитель               |
| Партія регіонів             |                               |                       |                    |                                   |                                              |
| 10                          | Бащенко Наталія Володимирівна | 05.11.2010            | вища               | член Партії регіонів              | фельдшерсько-акушерський пункт, завідувачка  |
| Самовисування               |                               |                       |                    |                                   |                                              |
| 1                           | Погорілий Андрій Андрійович   | 05.11.2010            | середня            | позапартійний                     | Радиванівська загальноосвітня школа, кочегар |
| 3                           | Сторчеус Василь Григорович    | 05.11.2010            | середня            | позапартійний                     | загальноосвітня школа, техпрацівник          |
| 4                           | Сибірчева Софія Миколаївна    | 05.11.2010            | середня спеціальна | позапартійна                      | пенсіонер                                    |
| 5                           | Сторчеус Алла Петрівна        | 05.11.2010            | вища               | позапартійна                      | Сільська бібліотека, бібліотекар             |
| 6                           | Дриженко Микола Анатолійович  | 05.11.2010            | середня            | позапартійний                     | тимчасово не працює                          |
| 7                           | Хом'як Тетяна Петрівна        | 05.11.2010            | вища               | позапартійна                      | Сільська рада, землепорядник                 |
| 8                           | Оношко Володимир Борисович    | 05.11.2010            | середня            | позапартійний                     | тимчасово не працює                          |
| 9                           | Сніцар Микола Феофанович      | 05.11.2010            | середня            | позапартійний                     | пенсіонер                                    |
| 11                          | Правдзіва Надія Вікторівна    | 05.11.2010            | середня            | позапартійна                      | тимчасово не працює                          |
| 12                          | Плаксій Алла Костянтинівна    | 05.11.2010            | вища               | позапартійна                      | тимчасово не працює                          |